# Christophe Khider
Pour les articles homonymes, voir Khider.
Christophe Khider, né le 28 mai 1971 à Paris, est un ex-braqueur multirécidiviste français.

## Biographie
Christophe Khider est le fils d'un Algérien du nom d'Ammar Khider et d'une Française du nom de Claude Charles-Catherine. Le Monde les décrit comme « un père absent, une mère toxicomane, des braqueurs en guise de beaux-pères ». Il est placé plusieurs fois en foyer ou en famille d'accueil.
Il est condamné une première fois en janvier 1992 par la cour d'assises des mineurs à cinq ans de prison pour un vol avec arme commis à l'âge de 17 ans.
Détenu depuis 1995, il a été condamné à trente ans de réclusion criminelle en 1999 pour avoir abattu dans sa cavale l'homme d'affaires William Masiha après un braquage ayant mal tourné,, et condamné en mars 2007 à 15 ans de réclusion à la suite d'une tentative d'évasion par hélicoptère puis prise d'otages de la maison d'arrêt de Fresnes en mai 2001. Cyril, son jeune frère, participe notamment à cette tentative.
En février 2009, après trois tentatives, infructueuses, Christophe Khider réussit à s'évader, en compagnie de son codétenu Omar Top El Hadj, du quartier « Maison centrale » du centre pénitentiaire de Moulins-Yzeure (considéré comme l'une des centrales les plus sécurisées d'Europe). Il bénéficie de la complicité de sa compagne et d'un couple d'amis, qui lui ont fourni des explosifs ayant servi lors de l'évasion, et prend en otage deux surveillants de l'établissement, qu'il relâche rapidement après son évasion. Les deux évadés sont repris 38 heures plus tard à Créteil (Val-de-Marne) après une fusillade avec la police durant laquelle Christophe Khider est blessé. Christophe Khider est condamné une nouvelle fois à 15 ans de prison à la suite de cette évasion. Les peines liées aux tentatives d'évasion ne pouvant faire l'objet d'une confusion et se cumulant, il n'est libérable qu'en 2044.
Sa mère, Claude Charles-Catherine (Catherine Charles), a notamment milité contre la durée des peines auxquelles son fils a été condamné. Elle meurt le 10 mars 2011. Il se marie en 2012.
En août 2024, le syndicat majoritaire dans la pénitentiaire, l'UFAP-UNSA, s'indigne qu'il puisse bénéficier d'une autorisation de sortie pour passer son permis de conduire, et de nombreux médias dont Le Figaro, France 3 et 20 Minutes réutilisent l'adjectif « scandaleux » utilisé par le syndicat. Seuls La Croix et Le Monde expliquent comment il a pu bénéficier d'autorisations de sorties, et la procédure contradictoire qui a mené à cette décision. Ces permissions sont une condition à l'octroi d'un aménagement de peine auquel il a droit depuis 2020, et qui vise à préparer progressivement sa réinsertion dans la société, étant entendu que Christophe Khider finira par sortir de prison, et que ce sont, selon Yvan Guitz, ancien président de l'association nationale des juges de l'application des peines, les détenus qui sortent en conditionnelle qui récidivent le moins.
En novembre 2024, la Chambre de l'application des peines de Douai décide de le libérer sous bracelet électronique. Après dix-huit mois sous bracelet électronique, Christophe Khider sera sous le régime de la libération conditionnelle. Sa semi-liberté débute le 11 décembre 2024

## Documentaires télévisés
- « Christophe Khider, l'évasion pour obsession » le 20 septembre 2014 dans Faites entrer l'accusé présenté par  Frédérique Lantieri sur France 2.